# Leptotyphlops conjunctus
Espèce
Synonymes
- Stenostoma conjunctum Jan, 1861
- Stenostoma groutii Cope, 1875
- Glauconia lepezi Boulenger, 1901

Leptotyphlops conjunctus est une espèce de serpents de la famille des Leptotyphlopidae.

## Répartition
Cette espèce se rencontre en Afrique du Sud, au Swaziland et au Lesotho.

## Liste des sous-espèces
La sous-espèce Leptotyphlops conjunctus latirostris a été élevée au rang d'espèce.

## Publication originale
- Jan, 1861 : Iconographie générale des ophidiens. Tome Second, J. B. Balliere et Fils, Paris (texte intégral).